# Por Si Puedes Oírme
Por Si Puedes Oírme es una canción interpretada por la cantante y compositora colombiana Naela y el cantante español Tutto Durán. Inicialmente fue lanzada en plataformas digitales en el 2020 marcando el regreso musical de la artista colombiana después de tres años desde su último sencillo "Adicta". La canción fue escrita y producida por Isamel Moya y Naela e incluida en el segundo EP de la artista colombiana titulado Un Día Si, Un Día No lanzado en el 2022.